# Мазьядиды (Ширван)
Мазьяди́ды (араб. بنو مزيد Banū Mazyād‎), или Язиди́ды (араб. اليزيديين‎) — династия, представители которой правили в Ширване сначала в качестве наместников (вали) Аббасидов в 799—861 годах (с перерывами), а затем как независимые эмиры в 861—1027 годах. Столицей являлся город Шемахы.

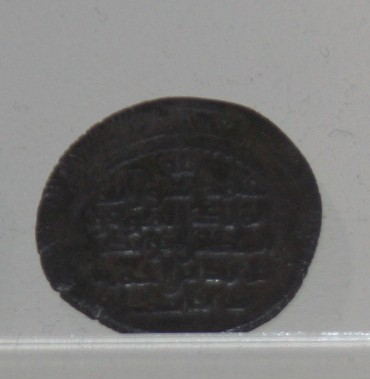
Серебряный дирхам Язида II ибн Ахмада в Музее истории Азербайджана в Баку

Сменившие Мазьядидов Кесраниды хотя и были представителями династии Язидидов, фактически основали новую династию, начав персианизацию в своём государстве.

## Происхождение династии
Династия происходит из арабского племени Бану Шайбан аднанитской группы племён. Название династии происходит от имени Мазьяда ибн Заиды — отца первого вали Язида ибн Мазьяда, но в некоторых исследованиях династия упоминается как Шайбаниды (по названию племени) или Язидиды (по имени первого вали).
В арабском историческом трактате «Тарих аль-Баб» приводится легендарная генеалогия от родоначальника племени Бану Шайбан до первого правителя, имя которого звучит как: Язид ибн Мазьяд ибн Заида ибн Абдаллах ибн Заида ибн Матар ибн Шурайк (Шарик) ибн Салт (Амр) ибн Кайс ибн Шурахбил (Шрахил) ибн Хумам ибн Мурра ибн Дзухл ибн Шайбан.
Представители племени Бану Шайбан после арабского завоевания Сирии назначались эмирами Дияр-Бакра, одного из трёх регионов Джазиры. Один из них, Маан ибн Заида, дядя Язида ибн Мазьяда, на стороне Омейядов воевал против Аббасидов, вскоре пришедших к власти. Он попал в плен, но был помилован халифом аль-Мансуром и в 757—766 годах он сам, а в 766—770 годах его сын Заида ибн Маан были губернаторами Йемена. Ахмад, брат Зияда ибн Мазьяда был наместником Дияр-Бакра и Дияр-Рабии в Джазире.

## История

### Вали Аррана
В 654 году Ширван был захвачен арабами, а с 799 года стал наследственным владением наместников из племени Шайбан, основавших династию Мазьядидов (Язидидов).
Язид ибн Мазьяд в первый раз был назначен вали Армении и Азербайджана в 787 году, но на следующий год был отозван. После победы над хариджитами у Хадис-Джазира в 795 году положение Язида ибн Мазьяда при дворе возросло, и в 799 году он был назначен наместником Аррана, где правил до своей смерти в 801 году.
У Язида осталось трое сыновей — Асад, Халид и Мухаммед. Асад ибн Язид был наместником Мосула (800—806), Аррана (801—802, 803—820), Армении и Азербайджана (801—802), а Мухаммед ибн Язид — наместником Армении и Азербайджана в 802—803 годах. Халид ибн Язид четырежды был наместником Армении (820—824, 828—832, 841, 842—844), а с 824 года — наместником Аррана, сменив на этом посту своего внука Ису ибн Мухаммеда (правил в 820—824 годах). Во время своего первого правления в Арране Халид привёл к покорности город Шеки, воевал с грузинами и санарийцами. В 835 году, после смерти халифа аль-Мамуна, он был смещён с поста наместника Аррана, на который был назначен Хайдар аль-Афшин. Лишь после смерти халифа аль-Мутасима и приходом к власти аль-Васика в 841 году Халиду было возвращено его прежнее наместничество. Умер он в 844 году во время похода на мятежного тбилисского эмира Исхака ибн Исмаила.
После этого Мухаммед, старший сын Халида, был переведён из Дияр-Бакра, где он до этого был наместником, на место отца. Но после поражения от Исхака ибн Исмаила он был сменён Бугой аш-Шараби. В 851 году Мухаммед был назначен эмиром Баб аль-Абваба (Дербента). Вместе с новым вали Абу Мусой Бугой он разбил тбилисского эмира. В 856 году Мухаммед вновь получил в наместничество Арран, где в 859 году основал новый город — Гянджу.

### Ширваншахи

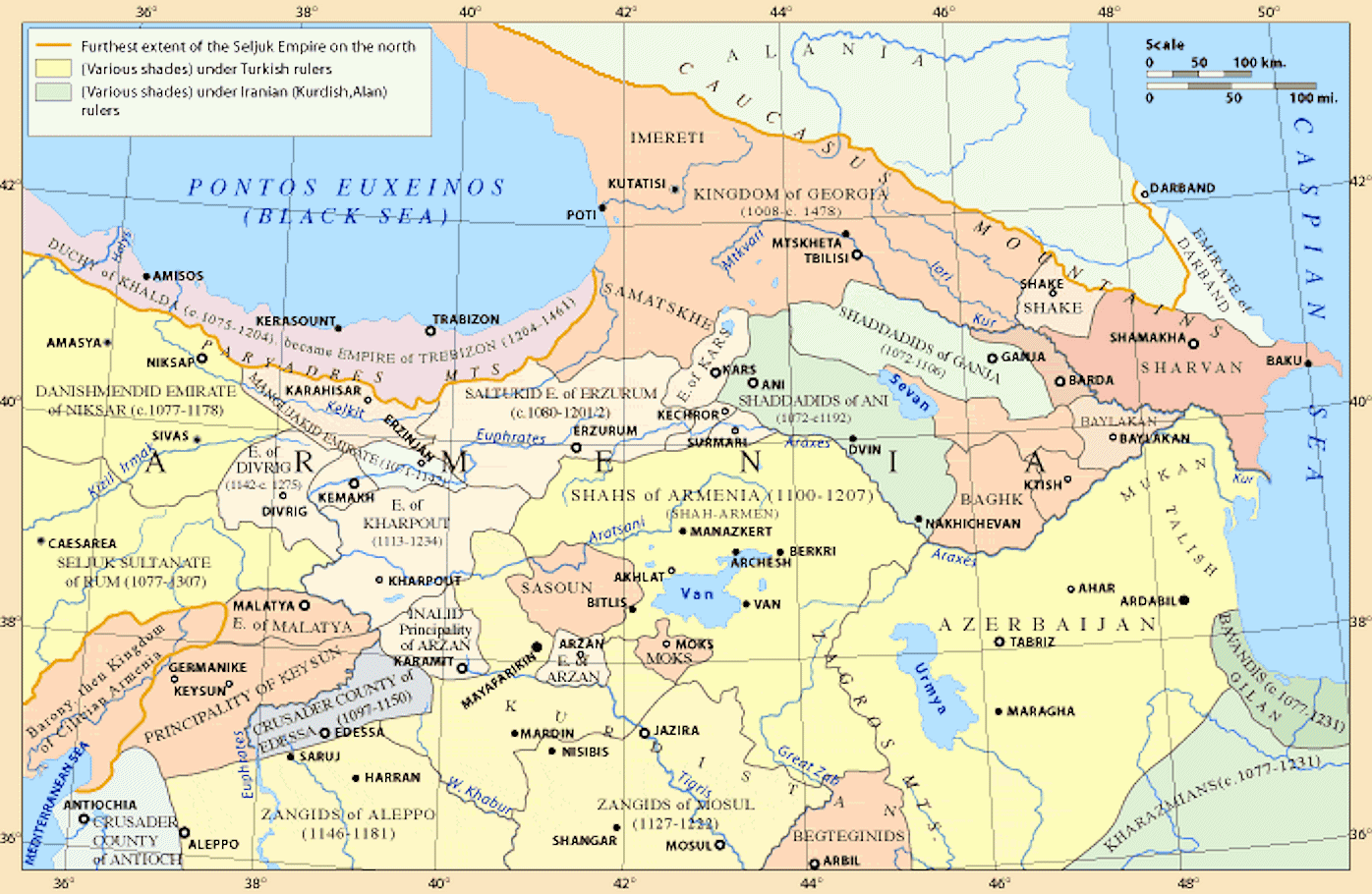
Государство Ширваншахов и соседние страны к концу правления Мазьядидов

Хайсам I, брат и наследник Мухаммеда ибн Халида, воспользовавшись беспорядками после смерти халифа аль-Мутаваккиля, провозгласил себя независимым правителем, приняв титул ширваншаха; одновременно он сделал своего брата Язида правителем Лайзана с титулом лайзаншах. После него поочерёдно правили его сын Мухаммед I (881—912), внук Хайсам II (912–913) и правнук Али I (913—917). В 909/910 или в 912/913 году (по разным источникам) не названный по имени ширваншах устроил засаду на возвращавшихся из набега на Гилян русов и разбил их.
Али ибн Хайсам в 912 году вместе с правителем Дербента потерпел поражение от хазар из Серира и был взят в плен после битвы при Шандане, но вскоре был выкуплен отцом. В 917 году Али I был свергнут своим родственником Язидом ибн Мухаммедом (внуком Язида ибн Халида, брата Хайсама I), представителем побочной линии династии, правившей в Лайзане. Али I вместе с сыном Аббасом были взят в плен и убиты, а его внук Абу Бакр ибн Аббас бежал из страны. Язид посадил на трон своего отца Мухаммеда II, а после его скорой смерти в том же году сам стал ширваншахом.
Язид I в 918 году построил новый город Язидию (Шемахы) в Ширване. В 930 году Мухаммед, сын Язида I, правивший в Лайзане, воевал с дербентским эмиром Абд-аль-Маликом аль-Хашими, но через некоторое время между ними был заключён мир. В 943 году в Ширван вторглось русское войско, которое прошло через страну по реке Куре и захватило соседний город Бердаа (находившийся тогда под властью дейлемитов), совершая набеги на окрестные земли. Но сопротивление местного населения и инфекционные болезни вынудили русов в следующем году покинуть город и уйти из страны. В 944 году жители Дербента восстали против своего эмира Ахмада, сына умершего Абд-аль-Малика, и призвали к себе Язида I. В город был послан править Ахмад ибн Язид, сын ширваншаха, но дербентцы вскоре изгнали его и вернули прежнего эмира. После этого Язид I, уже в союзе с дербентцами, воевал с Дейлемом. В 948 году он был отравлен своим визирем Ибн аль-Мараги.
Новый ширваншах Мухаммед III, сын Язида I, заточил в тюрьму своего брата Ахмада ибн Язида. Своего старшего сына Ахмада он назначил править в Лайзан, а младшего Хайсама — в Табасаран (где сам Мухаммед правил во времена своего деда). Умер он в 956 году от оспы, но ходили слухи, что он также был отравлен визирем Ибн аль-Мараги, который перед этим приказал убить находившегося в тюрьме Ахмада ибн Язида. Вскоре после смерти Мухаммада III по приказу нового ширваншаха Ахмада I визирь был насмерть забит палками.
После восшествия на престол Ахмада I его родной брат Хайсам ибн Мухаммед бежал в Лезгистан, а двоюродный брат Абу-ль-Хайсам ибн Ахмад — в Бердаа (где вскоре умер). В том же году умер его дядя Абу-ль-Бадр ибн Язид, и у Ахмада не осталось соперников. Позднее Хайсам, брат ширваншаха, сначала в союзе с дейлемитами, а потом с дербентцами пытался захватить для себя часть Ширвана, но оба раза потерпел неудачу.
Мухаммед IV, старший сын и наследник Ахмада I, в 981 году захватил город Кабалу у его правителя Абд-аль-Барра ибн Анбасы, а в следующем 982 году овладел городом Бердаа, куда он назначил наместником Мусу ибн Али. В 988 и 990 годах Мухаммед дважды временно завоёвывал Дербент, изгоняя эмира Маймуна ибн Ахмада аль-Хашими. В 989 году Муса ибн Али, наместник Бердаа, восстал против Мухаммеда IV, став независимым правителем.
В 991 году, после смерти Мухаммеда IV, власть перешла к его брату Язиду II. В 992 году он воевал с шакарийцами; в ходе войны погиб ширванский визирь Мусаддид ибн Хабаши. В 998 году Язид передал все государственные дела Абд-аль-Азизу и Абд-ас-Самаду, сыновьям Аббаса из Бердаа. В 999 году был захвачен замок Гурзул у Абд-аль-Барра ибн Анбасы. В том же году была начата очередная война с Дербентом, в ходе которой был схвачен, а затем убит Абу Наср, брат дербентского эмира Лашкари ибн Маймуна. В 1020—1021 и 1023—1024 годах Язид временно завоёвывал Дербент. В 1025 году умер его брат Хайсам ибн Ахмад, правивший в Табасаране (до 981 года он был лайзаншахом). В том же году против ширваншаха восстал его сын Ануширван, правивший в Язидии, но он был выдан своими сторонниками отцу и вскоре уморён голодом в одном из замков.

### Кесраниды
Умершему в 1027 году Язиду II последовательно наследовали его сыновья Минучихр I (1027—1034), Али II (1034—1043), Кубад I (1043—1049) и Саллар I (1050—1063), а затем их потомки. Все они считаются принадлежашими к новой династии Кесранидов, так как с этих пор представители династии стали отрицать свои арабские корни и возводили своё происхождение к сасанидским царям Хосрову I Ануширвану (через его сына Ормизда IV) или Бахраму V:
Мы также можем наблюдать постепенную персианизацию этой изначально арабской семьи (процесс, параллельный и совпадающий с процессом курдизации Раввадидов в Азербайджане). После шаха Язида ибн Ахмада (991—1027), арабские имена уступают место персидским, таким как Манучихр, Кубад, Фаридун и другим, весьма вероятно, как отражение брачных связей с местными семьями, а возможно, и с древними правителями Ширвана, бывшей столицы, и Язидиды теперь начали претендовать на насаб, восходящий к Бахраму Гуру или Хосрову Ануширвану

## Список правителей
Наместники (вали) Аррана:
| Имя                          | Годы правления | Примечание                              |
| ---------------------------- | -------------- | --------------------------------------- |
| Язид ибн Мазьяд              | 799—801        | внук Заиды ибн Абдаллаха                |
| Асад ибн Язид (1-й раз)      | 801—802        | сын Язида ибн Мазьяда                   |
| Мухаммед ибн Язид            | 802—803        | сын Язида ибн Мазьяда                   |
| Асад ибн Язид (2-й раз)      | 803—820        | сын Язида ибн Мазьяда                   |
| Иса ибн Мухаммед             | 820—824        | сын Мухаммеда ибн Язида                 |
| Али ибн Садака ар-Рузайк     | 824—824        | не из династии                          |
| Халид ибн Язид (1-й раз)     | 824—835        | сын Язида ибн Мазьяда                   |
| Хайдар ибн Кавус аль-Афшин   | 835—841        | не из династии, афшин Уструшаны         |
| Халид ибн Язид (2-й раз)     | 841—844        | сын Язида ибн Мазьяда                   |
| Мухаммед ибн Халид (1-й раз) | 844—845        | сын Халида ибн Язида                    |
| Буга аш-Шараби               | 845—845        | не из династии                          |
| Хамдуя ибн Али               | 845—847        | не из династии                          |
| Мухаммед ибн Юсуф            | 847—850        | не из династии                          |
| Юсуф ибн Мухаммед            | 850—851        | не из династии, сын Мухаммеда ибн Юсуфа |
| Абу Муса Буга аль-Кабир      | 851—856        | не из династии                          |
| Мухаммед ибн Халид (2-й раз) | 856—859        | сын Халида ибн Язида                    |
| Хайсам ибн Халид             | 859—861        | сын Халида ибн Язида, ширваншах с 861   |

Эмиры Ширвана (ширваншахи):
| Имя                           | Годы правления | Примечание                                                |
| ----------------------------- | -------------- | --------------------------------------------------------- |
| Хайсам I ибн Халид            | 861—881        | сын Халида ибн Язида, вали с 859                          |
| Мухаммед I ибн Хайсам         | 881—912        | сын Хайсама I ибн Халида                                  |
| Хайсам II ибн Мухаммед        | 912—913        | сын Мухаммеда I Хайсама                                   |
| Али I ибн Хайсам              | 913—917        | сын Хайсама II ибн Мухаммеда                              |
| Мухаммед II ибн Язид          | 948—956        | сын Язида ибн Халида, брата Хайсама I, до 917 — в Лайзане |
| Абу Тахир Язид I ибн Мухаммед | 917—948        | сын Мухаммеда II ибн Язида, до 917 — в Лайзане            |
| Мухаммед III ибн Язид         | 948—956        | сын Язида I ибн Мухаммеда, до 948 — в Лайзане             |
| Ахмад I ибн Мухаммед          | 956—981        | сын Мухаммеда III ибн Язида, до 956 — в Лайзане           |
| Мухаммед IV ибн Ахмад         | 981—991        | сын Ахмада I ибн Мухаммеда                                |
| Язид II ибн Ахмад             | 991—1027       | сын Ахмада I ибн Мухаммеда                                |

Эмиры Лайзана (лайзаншахи):
| Имя                            | Годы правления | Примечание                                    |
| ------------------------------ | -------------- | --------------------------------------------- |
| Язид I ибн Халид               | с 861          | сын Халида ибн Язида, вали Аррана             |
| Мухаммед I ибн Язид            | до 917         | сын Язида I ибн Халида, с 917 — в Ширване     |
| Абу Тахир Язид II ибн Мухаммед | 917—917        | сын Мухаммеда I ибн Язида, с 917 — в Ширване  |
| Мухаммед II ибн Язид           | 917—948        | сын Язида II ибн Мухаммеда, с 948 — в Ширване |
| Ахмад I ибн Мухаммед           | 948—956        | сын Мухаммеда II ибн Язида, с 956 — в Ширване |
| Хайсам I ибн Ахмад             | 956—981        | сын Ахмада I ибн Мухаммеда                    |

Эмиры Табасарана (табасараншахи):
| Имя                           | Годы правления | Примечание                                                                 |
| ----------------------------- | -------------- | -------------------------------------------------------------------------- |
| Абу Тахир Язид I ибн Мухаммед | до 917         | сын ширваншаха Мухаммеда II ибн Язида, с 917 — в Лайзане, затем в Ширване  |
| Мухаммед I ибн Язид           | 917—917        | сын ширваншаха Язида I ибн Мухаммеда, с 917 — в Лайзане, с 948 — в Ширване |
| Ахмад I ибн Язид              | 917—948        | сын ширваншаха Язида I ибн Мухаммеда, в 939—941 и 944—945 — эмир Дербента  |
| Хайсам I ибн Мухаммед         | 948—956        | сын Мухаммеда I ибн Язида, с 956 — в Ширване                               |
| Хайсам II ибн Ахмад           | 981—1025       | сын ширваншаха Ахмада I ибн Мухаммеда                                      |